# (571) Dulcinea
(571) Dulcinea es un asteroide perteneciente al cinturón de asteroides descubierto el 4 de septiembre de 1905 por Paul Götz desde el observatorio de Heidelberg-Königstuhl, Alemania.
Está nombrado por Dulcinea del Toboso, un personaje de la novela Don Quijote de la Mancha del dramaturgo español Miguel de Cervantes (1547-1616).
Pertenece a la familia de asteroides de (163) Erígone.